# جدجد غالاباغوسي
جدجد غالاباغوسي (الاسم العلمي:Gryllus galapageius) هو نوع من الحشرات يتبع جنس الجدجد من فصيلة الجداجد الحقيقية.